# Succinea paralia
Succinea paralia är en snäckart som beskrevs av Leslie Raymond Hubricht 1983. Succinea paralia ingår i släktet Succinea och familjen bärnstenssnäckor. Inga underarter finns listade i Catalogue of Life.